# Heart Butte
Heart Butte is een plaats (census-designated place) in de Amerikaanse staat Montana, en valt bestuurlijk gezien onder Pondera County.

## Demografie
Bij de volkstelling in 2000 werd het aantal inwoners vastgesteld op 698.

## Geografie
Volgens het United States Census Bureau beslaat de plaats een oppervlakte van
11,7 km², geheel bestaande uit land. Heart Butte ligt op ongeveer 1363 m boven zeeniveau.

## Plaatsen in de nabije omgeving
De onderstaande figuur toont nabijgelegen plaatsen in een straal van 36 km rond Heart Butte.